# Dorfkirche Hohenseefeld

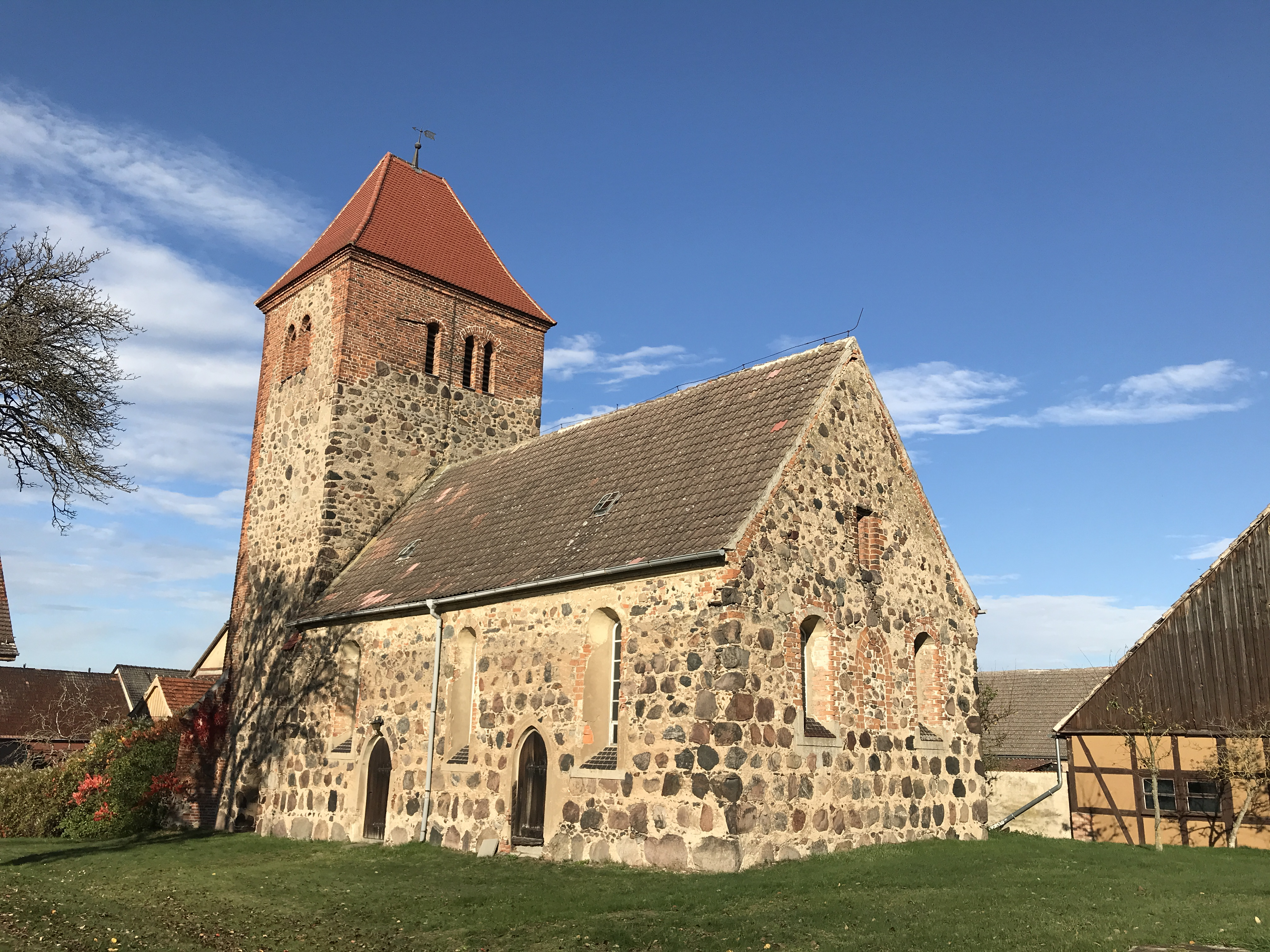
Dorfkirche Hohenseefeld

Die evangelische Dorfkirche Hohenseefeld ist eine Feldsteinkirche aus der Zeit um 1300 in Hohenseefeld, einem Ortsteil der Gemeinde Niederer Fläming im Landkreis Teltow-Fläming im Land Brandenburg. Die Kirchengemeinde gehört zum Kirchenkreis Zossen-Fläming der Evangelischen Kirche Berlin-Brandenburg-schlesische Oberlausitz.

## Lage

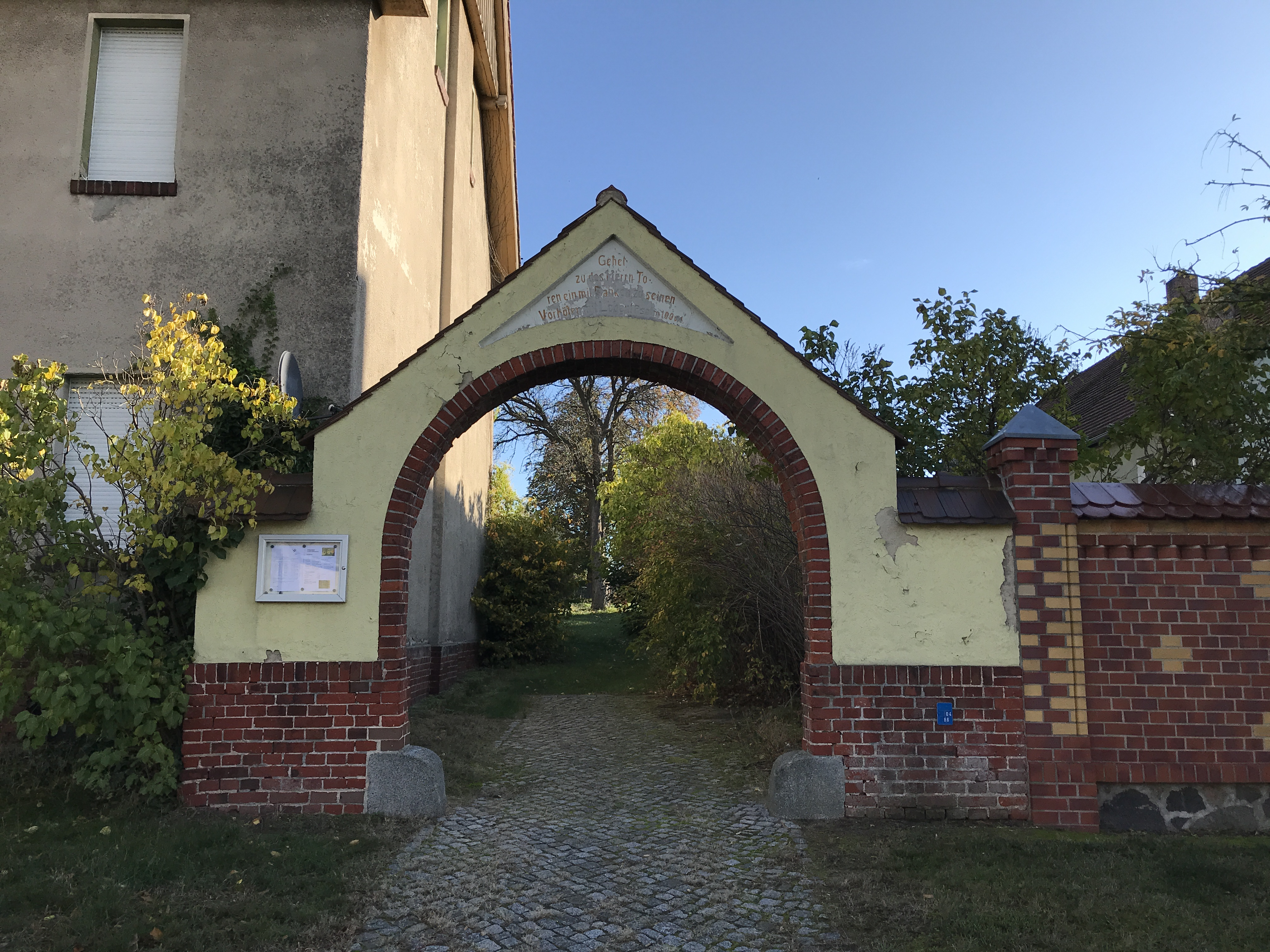
Eingangsportal

Die Niederseefelder Straße führt von Norden kommend in südlicher Richtung durch den Ort. Die Kirche steht westlich der auf einem leicht erhöhten Grundstück. Dieses ist mittlerweile von Wohnbebauung umgeben, die mit Zäunen und Mauern aus rötlichen Mauersteinen eingefriedet sind. Der Kirchfriedhof kann durch ein spitzbogenförmiges Portal betreten werden. An der Westseite begrüßt ein Psalm die Besucher: „Gehet / zu des Herren To- / ren ein mit Danken zu seinen / Vorhöfen mit Loben“ (Ps 100 ), während auf der Ostseite zu lesen ist: „Der / Herr segne / Eingang und Ausgang“ (Ps 121 ).

## Geschichte
Das Bauwerk entstand ursprünglich als Feldsteinsaal in der Zeit um 1300. Das Dehio-Handbuch vermutet, dass er im Spätmittelalter erneuert worden sein könnte. Im 15. Jahrhundert errichteten Handwerker den Westturm, der im 18. und 19. Jahrhundert verändert wurde. Bei den Arbeiten wurde unter anderem das Turmobergeschoss sowie die Turmkanten um 1880 mit Mauersteinen erneuert. Vermutlich wurden im 18. Jahrhundert die Fenster vergrößert. Im Jahr 2024 gibt es Überlegungen, das auf dem ehemaligen Kirchhof stehende Gemeindehaus mit sanitären Anlagen und Küche auszustatten, um größere Veranstaltungen durchführen zu können.

## Baubeschreibung

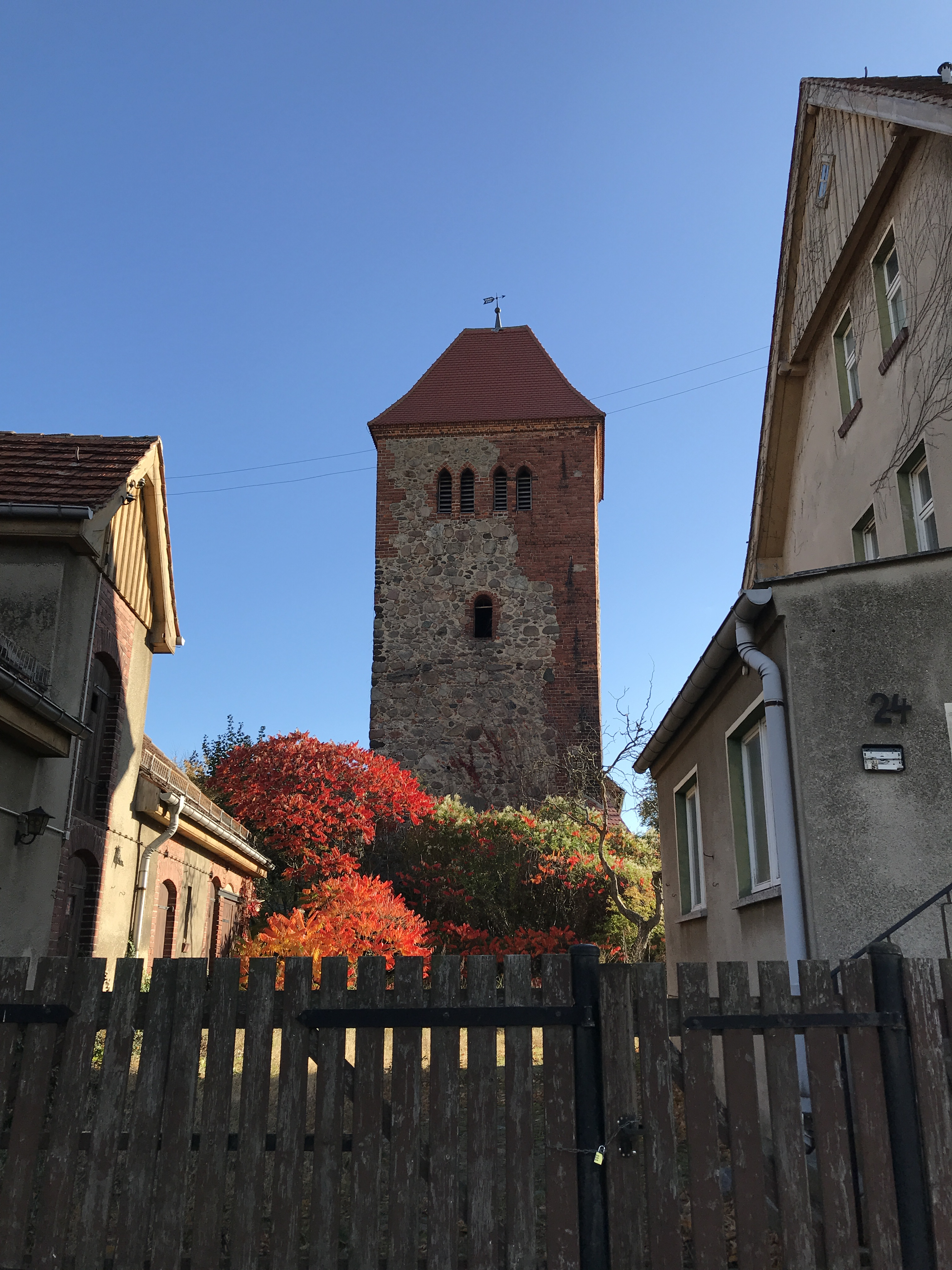
Westturm

Das Bauwerk entstand im Wesentlichen aus Feldsteinen, die nicht lagig behauen und nur im partiell lagig geschichtet wurden. Bei Ausbesserungs- und Umbauarbeiten kam rötlicher Mauerstein zum Einsatz. Der Chor ist gerade und nicht eingezogen. An der Ostwand waren ursprünglich drei spitzbogenförmige Fenster verbaut. Das mittlere wurde zu einer unbestimmten Zeit mit Mauersplitt zugesetzt, während die beiden äußeren Öffnungen rundbogenförmig vergrößert wurden. Im unteren Bereich sind Überreste einer zuvor verputzten Fasche erkennbar; darüber wurde rötlicher Mauerstein genutzt. Im Giebel ist ein kleines und hochrechteckiges Fenster, das ebenfalls nicht aus der Bauzeit stammen dürfte.
Das Kirchenschiff hat einen rechteckigen Grundriss. An der Nordseite sind zwei große Rundbogenfenster mit verputzten Faschen. An der Südseite sind drei vergleichbare Fenster. Dazwischen ist je eine spitzbogenförmige Pforte, das Gemeindeportal sowie die Priesterpforte. Das Schiff trägt ein schlichtes Satteldach.
Daran schließt sich nach Westen der querrechteckige Kirchturm an. Er nimmt die volle Breite des Schiffs auf und besteht im unteren Bereich aus Feldsteinen. An seiner Südseite ist ein spitzbogenförmiges Portal, bei dessen Laibung zum Teil aus Raseneisenstein verwendet wurde. Im mittleren Geschoss sind flächige Ausbesserungsarbeiten aus Mauerstein erkennbar, die sich bis in das Glockengeschoss ziehen. Dort sind an der Nord- und Südseite je zwei kleine, rundbogenförmige Klangarkaden. An der Westseite sind je zwei paarweise angeordnete, gekuppelte Klangarkaden, während an der Ostseite die südliche Öffnung zugesetzt ist. Darüber ist ein quergestelltes Walmdach, das mit Turmkugel und Wetterfahne abschließt.

## Ausstattung
Der Kanzelaltar wurde Ende des 19. Jahrhunderts errichtet. Handwerker verwendeten dabei jedoch Teile, die älteren Datums sind, darunter ein zweigeschossiger Säulenaufbau aus dem Anfang des 17. Jahrhunderts. Die Fünte stammt aus dem 17. Jahrhundert. Die weitere Kirchenausstattung stammt aus dem 19. Jahrhundert, ein Pastoratsstuhl am Aufgang der Kanzel aus der Zeit um 1800.
Westlich der Einfriedung erinnert ein Denkmal an die Gefallenen aus dem Ersten Weltkrieg.